# Никомед III
Никомед III од Битиније или Никомед III Еуергет (грч. Νικομήδης Εὐεργέτης, је био краљ Битиније у периоду од 127. -- 94. п. н. е.

## Биографија
Био је син краља Никомеда II. Наставио је очев савез и вазални однос са Римским царством . Када је Гај Марије тражио да му пошаље војску као помоћ у рату са Кимбрима одбио је са оправдањем да су сви слободни грађани Битиније завршили у дужничком ропству због похлепних римских сакупљача пореза публикана. Римски Сенат је након тога забранио продају у ропство слободних грађана римских савезника.
У периоду од 108.-104. п. н. е. ушао је у савез са краљем Митридатом VI од Понта , краљем Понтског краљевства напао на Пафлагонију. Након освајања Пафалгонију су поделили.
У Кападокији је владао краљ Аријарат VI, ожењен Митридатовом сестром Лаодикаом. Митридат је успео да га отрује и од 116. п. н. е. Лаодика је владала као регент у име својих малолетних синова. Никомед III је 102. п. н. е. извршио инвазију на Кападокију и онда се оженио Лаодиком да би заједно владали. Међутим поново се умешао Митридат VI, који је са војском упао у Кападокију, и присилио Лаодику и Никомеда да напусте Кападокију..
Митридат VI од Понта је покушао да влада помоћу свога нећака Аријарата VII, али када се Аријарат није показао кооперативан убио га је и на трон је поставио свога малолетнога сина, дајући му име Аријарат IX. У Кападокији је око 97. п. н. е. избила побуна против марионетске власти, а Никомед III је наредне године послао војску у Кападокију са циљем да на трон постави Аријарата VIII, млађега брата од Аријарата VII, али Митридат угушио побуну.
Никомеда III од Битиније је наследио син Никомед IV Филопатор.